# Daniele Munari
Daniele Munari (* 16. Juni 1983 in Asiago) ist ein ehemaliger italienischer Nordischer Kombinierer.

## Werdegang
Seinen ersten Erfolg feierte Munari bei den italienischen Meisterschaften 2001. Im Skispringen gewann er hinter Roberto Cecon und Jochen Strobl die Bronzemedaille. In der Nordischen Kombination gewann er ebenfalls Bronze. 2002 wurde er in den Nationalkader aufgenommen und startete am 9. Januar 2002 im Val di Fiemme erstmals im Weltcup der Nordischen Kombination. Bei den Italienischen Meisterschaften in der Nordischen Kombination 2002 gewann er hinter Andrea Longo die Silbermedaille. Ab Dezember 2002 startete er im B-Weltcup der Nordischen Kombination. Bei der Nordischen Skiweltmeisterschaft 2003 im Val di Fiemme erreichte er nur hintere Platzierungen. Kurz darauf gewann er bei den Italienischen Meisterschaften erneut Bronze. Ab Dezember 2003 startete Munari erneut parallel im Weltcup. In der Saison 2004/05 erreichte er mit dem 63. Platz seine beste Platzierung in der Gesamtwertung. In der Sprintweltcup-Gesamtwertung kam Munari auf den 52. Platz. Bei den Olympischen Winterspielen 2006 in Turin beendete er das Sprintrennen auf dem 38. und das Gundersen-Rennen auf dem 39. Platz. Mit dem Team konnte er den Wettbewerb nicht beenden. Bei der Italienischen Meisterschaft 2006 gewann er noch einmal Bronze. Im Weltcup blieb er anschließend weitestgehend erfolglos, auch im B-Weltcup blieben Siege aus. Ab 2009 startete er auch im Continental Cup. Nach der Saison 2009/2010 beendete Munari seine Karriere.